# 二人の素浪人
『二人の素浪人』（ふたりのすろうにん）は、フジテレビ系列にて1972年9月2日から1973年1月6日まで毎週土曜夜8時からの1時間枠で放映された平幹二朗と浜畑賢吉主演による東映制作の連続テレビ時代劇。全19話。

## 概要
時は文政年間。剣の達人・流月之介（平幹二朗）と勘定奉行の配下だった若い浪人・柴源之進（浜畑賢吉）が、江戸で岡っ引きをしていた三次（品川隆二）や医者くずれの東ノ小路道麿（河原崎長一郎）と旅をしながら悪を懲らしめる娯楽時代劇。

## キャスト
- 流月之介：平幹二朗（第1話～第7話、第10話～第16話、第19話）

主人公。自由気ままな旅暮らしに生きがいを感じる素浪人。まだ若く、経験不足な源之進に素浪人の生き方を教えたりする。基本的にクールでニヒルな雰囲気を漂わせているが、弱者を虐げる権力者を許さない正義感の持ち主。刀を頭上で掲げて、鞘から抜く独特の構え方をする。源之進・道麿からは「流さん」、三次からは「流の旦那」と呼ばれている。
- 柴源之進：浜畑賢吉

もう1人の主人公。自由気ままな旅暮らしに憧れて、「武者修行の旅」と称して江戸の屋敷から抜け出した素浪人。世間知らずなわりに理想家で真面目な性格なため、月之介とよく対立したりする。刀を左手で逆手に抜き、左手を順手に持ち変えて右手で柄を押し上げる独特の構え方をする。
- きっかけの三次：品川隆二

元岡っ引きの渡世人。いつも無一文に近い状態で、月之介や源之進に出くわすと金や酒に有り付こうと取り入ることが多い。武器は匕首と赤い分銅の取り縄。
- 東ノ小路道麿：河原崎長一郎（第1話、第2話、第4話、第5話、第7話～第10話、第13話、第14話、第17話～第19話）

医者。京都育ち。金に執着せず、嘘を吐けない誠実で責任感のある性格に加え、蘭方を学んだので腕は確かな好人物。源之進からは「道麿さん」、三次からは「やぶの先生」と呼ばれている。

## 放映リスト
| 話数 | サブタイトル          | 放送日        | 脚本              | 監督     | ゲスト出演者 |
| ---- | --------------------- | ------------- | ----------------- | -------- | --- |
| 1    | 砂金が呼ぶ野良犬殺法  | 1972年 9月2日 | 池田一朗 田上雄   | 原田隆司 | 松木路子(お光)／倉丘伸太郎(お月さまの平太)／玉川良一(甚兵衛)／高品格(だるまの辰五郎)／深江章喜(不知火源内)／葉山良二(菊地兵衛)／中村錦司、大城泰、川谷拓三、美松艶子、武田てい子 |
| 2    | 死を賭けた姉弟        | 9月9日        | 田上雄            | 山崎大助 | 鮎川いづみ(利恵)／田口計(篠巻又右衛門)／稲葉義男(大沢九郎兵衛)／三上左京(青木)、加賀爪清和(新太郎)、市川男女之助(高品精一郎)／国一太郎、疋田泰盛、藤本秀夫、岡田千代／小坂和之、西内隆司、池田弘美、長良俊二                                                                                   |
| 3    | 居合い斬り宿場の嵐    | 9月16日       | 宮川一郎 安西英夫 | 山崎大助 | 岩崎加根子(萩乃)／磯野洋子(加代)／高松英郎(三枝伊織)／外山高士(権三)、川口英樹(源太)／海老江寛(弥助)、志摩靖彦(唐木頼母)、小田部通麿(黒岩軍十郎)／有島淳平、真木祥次郎、古城門昌美、佃和美／松田利夫、寺内文夫、宇崎尚韶、有田剛、浜伸二                                                       |
| 4    | 剣が走った母子峠      | 9月23日       | 池田一朗          | 松村昌治 | 上原ゆかり(あき)／加賀ちかこ(竜村その)／戸浦六宏(山形十郎左衛門)／神鳥ひろ子(おとよ)、藤山浩二(室九兵衛)／玉生司朗(郡奉行)、井上明子(おつた)、柳川清(孫右衛門)／那須伸太朗、森源太郎、松田利夫、大城泰／前川良三、福本清二、小坂和之、川原保                                                   |
| 5    | 女人村の謎            | 9月30日       | 小川英            | 山崎大助 | 早瀬久美(おさよ)／太田博之(宗近、千太郎)／高桐真(大垣源左衛門)、山岡徹也(林外記)／五味竜太郎(神崎主馬)、唐沢民賢(弥平)／西田良、大矢正利、森谷譲／司京子、橋本房枝、白井孝史、渡辺憲悟 |
| 6    | 抜刀!雨の脇街道       | 10月7日       | 池田一朗          | 松村昌治 | 麻田ルミ(おみつ)／工藤明子(おつた)／山本麟一(紋太)／津川雅彦(猪之吉)／夏目俊二(馬場)、富田浩太郎(相楽右門)／新田章、滝譲二、古川ロック／大月正太郎、和田昌也、友金敏雄、片桐竜二 |
| 7    | 闇を裂く隠密二代      | 10月14日      | 津田幸夫          | 山崎大助 | 東山明美(お糸)／伊達三郎(犬塚唐十郎)、北原義郎(榊原主膳)／幸田宗丸(山崎屋伝兵衛)、道井和仁(大助)、出水憲司(朴斉)／浅川美智子、寺内文夫、福本清三、古閑達則／畑中伶一、志茂山高也、奈辺悟、美川玲子、京町一代／中村竹弥(井筒屋新兵衛)                                                           |
| 8    | 一万両を賭けた脱出    | 10月21日      | 森田新            | 松村昌治 | 佐藤友美(お島)／園井啓介(与兵衛)／天津敏(伝蔵)／永井智雄(玄庵)／中井啓輔(金井彦四郎)、吉原正皓(吉松)、蓑和田良太(辰)／浜伸二、藤本秀夫、北川俊夫、村田玉郎／壬生新太郎、山下義明、森谷譲、佐久間祐子                                                                                           |
| 9    | 双つぼくろの女を斬れ! | 10月28日      | 津田幸夫          | 原田隆司 | 土田早苗(小雪)／中山昭二(関根民部)／牟田悌三(伊兵衛)／進千賀子(小扇)、久野四郎(義助)／楠本健二(木塚弥九郎)、三浦徳子(お万の方)、滝義朗(山南鉄太郎)／木谷邦臣、藤原勝、原田逸郎、川名良子、美川玲子／丹波哲郎(脇坂塔十郎)                                                                       |
| 10   | 殺し屋には死の報酬    | 11月4日       | 池田一朗          | 山崎大助 | 菊容子(お杉)／川合伸旺(秦主水)／渚健二(紋三郎)、宮口二郎(江差一郎太)／五藤雅博(三郎兵衛)、市原清彦(速水太郎左衛門)／成瀬正孝、松本泰郎、野上哲也、疋田泰盛／徳田実、森源太郎、市条亨一、美松艶子                                                                                               |
| 11   | 宿場牢の襲撃を断て!   | 11月11日      | 池上金男          | 内出好吉 | 木内みどり(おすみ)／高橋元太郎(清作)／北あけみ(お鈴)／堺左千夫(長兵衛)、松山照夫(勘次)／永野達雄(白銀屋)、芦田鉄雄(辰三)、藤長照夫(仙太)／新城邦彦、小田真士、野村鬼笑、坂東京三郎／大矢敬典、山下義明、森敏光、白井孝史                                                                       |
| 12   | 対決!仕込み刀殺法     | 11月18日      | 池上金男 安西英夫 | 内出好吉 | 松山容子(お紋)／長谷川明男(重宗小四郎)／藤岡重慶(岬屋剛右衛門)、坂口徹(進藤数馬)／内田勝正(荒川重五郎)、阿木五郎(服部重蔵)、北原将光(成田頼母)／那須伸太朗、古閑達則、矢野幸男、藤本秀夫／大月正太郎、寺内文夫、森谷譲、矢部義章、小峰一男／村田玉郎、西山清孝、小坂和之、宮川龍児、三木昭八郎 |
| 13   | 荒谷に風が待伏せた    | 11月25日      | 山本英明          | 山内鉄也 | 佐野厚子(お秋)／夏八木勲(佐平太)／河野秋武(奥野賴母)／小林勝彦(神尾主膳)／真木祥次郎、島田秀雄、熊谷武／木谷邦臣、池田謙治、和田昌也／荒木景子、友金敏雄、白井孝史、奈辺悟 |
| 14   | 地蔵河原に砂金が舞う  | 12月2日       | 津田幸夫          | 山内鉄也 | 松岡きっこ(加奈)／早川保(生田新八郎)／潮万太郎(但馬屋利兵衛)／市毛良枝(早苗)、宮浩之(早坂治助)／千葉敏郎(矢崎源九郎)、丸平峰子(いち) |
| 15   | 渋川宿の陰謀をあばけ  | 12月9日       | 浅井昭三郎        | 松村昌治 | 梓英子(お柳)／富田仲次郎(堂門の甚五郎)、金井大(諸井軍兵衛)／小野恵子(お咲)、牧田正嗣(河野新平)／山本一郎(佐吉)、川浪公次郎(権蔵)、市川男女之助(政右ヱ門)／中林章(宗之助)、西田良(猪之松)、村田玉郎(作市)／土橋勇、森敏之、森谷譲、岩尾正隆                                                     |
| 16   | 隠し砦に銀が散る      | 12月16日      | 池上金男          | 松村昌治 | 中山麻理(久美)／赤座美代子(平田雪江)／亀石征一郎(阿久津主馬)／見明凡太郎(芦名甚五佐)、人見明(武山与太夫)／鈴木康弘、有島淳平、山田良樹、秋山勝俊／藤長照夫、寺内文夫、片桐竜次、川原保、東映子                                                                                                 |
| 17   | 天竜に怨を流せ        | 12月23日      | 窪田篤人 安西英夫 | 内出好吉 | 村井国夫(中西伊兵衛)／柳沢真一(平造)／神田隆(三田村外記)／二本柳敏恵(雪乃)、青山隆一(数馬)／白川浩二郎、笹木俊志、鈴木康弘／西山清孝、森谷譲、片桐竜次 |
| 18   | 剣に砕けた密航船      | 12月30日      | 石橋博臣          | 松村昌治 | 目黒祐樹(田坂求馬)／御影京子(白魚のお峰)／飯沼慧(江川右衛門)／織本順吉(赤潮源蔵)／田中浩(滝沢)、岩城力也(山岡)／市村昌治(仙太)、松村圭造(伊助)、村居京之輔(留造)／前川良三、小峰一男、大城泰、林三恵／藤本秀夫、壬生新太郎、福本清三、松本泰郎                                                 |
| 19   | 故郷を焼くひとり旅    | 1973年 1月6日 | 池田一朗          | 内出好吉 | 鳳八千代(たず)／菅貫太郎(勝五郎)／小林芳宏(伸太郎)、新井和夫(道庵)／岡田千代(お松)、高並功(太吉)、伊藤亮(菊池)／北野拓也、畑中伶一、寺内文夫／加藤匡志、藤沢徹夫、友金敏雄、岡本崇 |

## スタッフ
- 企画：金子満（第3話まで）、泊懋、佐伯明、田邊孫太郎
- 脚本：放映リスト参照
- 監督：放映リスト参照
- 音楽：冨田勲
- 撮影：原田裕平、河原崎隆夫、萩屋信、平山善樹、並河孝治、玉木照芳、脇武夫、脇治吉
- 照明：岩見秀夫、井口雅雄、真城喩、井上義一、伊勢晴夫
- 録音：面屋竜憲、渡部芳丈、東城絹児郎、西川潔、加藤正行
- 美術：鈴木孝俊
- 助監督：矢田清巳、渡辺譲、居川靖彦、高倉祐二
- 編集：西村政治
- 整音：加藤正行、面屋竜憲
- 記録：小池光子、川島庸子、高橋たつ子、浅野秀子、平井宇津江、篠敦子、長岡君枝
- 擬斗：近江雄二郎、上野隆三（東映剣会）
- 衣裳：東京衣裳
- 美粧・結髪：東和美粧
- 装飾：関西美工
- 装置：野瀬善和、棚橋英雄、青木茂雄
- 演技事務：本多和雄、松岡茂
- 邦楽監修：中本敏生
- 進行主任：持田久仁、山田勝、杉浦満州男、上田耕太郎、秋本叶
- 現像：東洋現像所
- ナレーター：芥川隆行
- 制作：フジテレビ、東映

## ネット配信
- YouTube「東映時代劇YouTube」で、2023年10月2日から「据置枠」で第1話と第2話の常時無料配信が行われていいたが、2024年7月1日から引き続き第3話以降の配信が開始された。